# 米斯雷萨利讷
米斯雷萨利讷（法語：Miserey-Salines，法語發音：[mizʁɛ salin]）是法国杜省的一个市镇，位于该省西北部，属于贝桑松区。

## 历史
该地名来自同名盐场，该盐场于20世纪60年代开始开发，至90年代基本结束开采。

## 地理
米斯雷萨利讷（47°17'11"N, 5°58'25"E）面积6.22 平方千米，位于法国勃艮第-弗朗什-孔泰大區杜省，该省份为法国东部内陆省份，北起上索恩省，西接汝拉省，东部及东南部与瑞士接壤，东北部与贝尔福地区省接壤。
与米斯雷萨利讷接壤的市镇（或旧市镇、城区）包括：莱索克松、皮雷、普耶莱维涅。

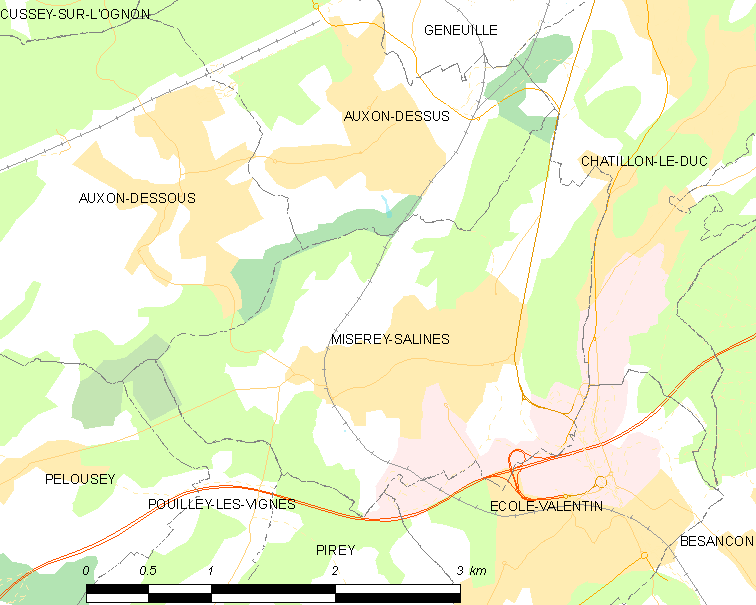
米斯雷萨利讷的OSM定位图

米斯雷萨利讷的时区为UTC+01:00、UTC+02:00（夏令时）。

## 行政
米斯雷萨利讷的邮政编码为25480，INSEE市镇编码为25381。

## 政治
米斯雷萨利讷所属的省级选区为贝桑松第三县。

## 人口

1962-2008年间米斯雷萨利讷人口变化图示

米斯雷萨利讷于2022年1月1日时的人口数量为2660人。